# Провідник Windows
Провідни́к Windows (англ. Windows Explorer) — програма Explorer.exe, навігаційний файловий менеджер, міститься у каталозі операційної системи Windows. Вперше з'явився у Windows 95. Для перегляду файлів, тек, периферійних пристроїв можна використовувати Провідник, який відображає ієрархічну структуру файлів, тек і дисків на комп'ютері. У ній також відображаються підключені диски. За допомогою Провідника можна копіювати, переміщати і перейменовувати файли, теки, а також виконувати їх пошук. Наприклад, можна відкрити теку, що містить файл, який вимагається скопіювати або перемістити, а потім перетягнути його в іншу теку або помістити на інший диск.

## Параметри
Програму Провідник (Windows Explorer) можна використовувати для запуску на певному диску. Далі наводиться список всіх її параметрів:
```
Explorer [/n] [/e] [,/root,(object)] [[,/select],(sub object)]
```

де
- /n: відкриття нового вікна з одною панеллю;
- /e: стандартний запуск програми Провідник в поточній папці;
- /root, (object): відкриття вікна з зазначеним кореневим рівнем;
- /select, папка: вказівка папки, яку слід виділити при запуску програми Провідник;
- /select, (ім'я файлу): вказівка файлу, який слід виділити.

Для запуску програми Провідник (Windows Explorer) в режимі перегляду робочого столу введіть таку команду:
```
explorer /e,/root,
```